# Acronicta ardjuna
Acronicta ardjuna là một loài bướm đêm trong họ Noctuidae.